# ایتر پرسیکوم
ایتر پرسیکوم (به لاتین: Iter Persicum) سفرنامه‌ای نوشته گئورگ تکتاندر فن در یابل، منشی اتین کاکاش و بعداً سفیر امپراتوری مقدس روم در ایران است که در سال ۱۶۰۹ در شهر آلتنبورگ به چاپ رسیده است.

## ترجمه فارسی
این کتاب با عنوان «ایتر پرسیکوم: گزارش سفارتی به دربار شاه عباس اول» توسط محمود تفضلی ترجمه و در سال ۱۳۵۱ از سوی انتشارات بنیاد فرهنگ ایران منتشر شده است.